# نور السيد
نور السيد هو لاعب كرة قدم مصري يلعب حاليًا في صفوف نادي الجونة. يلعب السيد في مركز الوسط المدافع ويجيد التسديد على المرمى. حاز على لقب بطولة كأس مصر مرتين مع نادي الزمالك نسختي 2013 و 2014 و الدوري المصري مرة واحدة نسخة 2014

## مسيرته
تعاقد نادي الزمالك مع السيد في يناير 2012 نظير 4 ملايين جنيه للجونة بعدما تألق مع الفريق. وفي يوليو 2014 وبعد فقدان الأمل في الفوز بلقب الدوري لموسم 2013-2014، قرر المدير الفني للزمالك أحمد حسام "ميدو" استبعاد نور السيد وخمسة لاعبيين أخرين من استكمال اخر مباريات الموسم. وبعد ذلك بأيام قليلة، حصل نور السيد على الاستغناء الخاص به من النادي بعد التنازل عن باقي مستحقاته عند النالدي والتي تبلغ 3.5 مليون جنيه. ثم وقع في أغسطس 2014 لنادي الدفاع الجديدي المغربي الذي يدربه المدير الفني المصري حسن شحاتة، وبذلك أصبح السيد أول لاعب مصري يلعب في الدوري المغربي.
انتقل في أغسطس 2016 إلى نادي الاتحاد السكندري لمدة موسم واحد في صفقة انتقال حر. ونتيجه لتألقه مع الفريق، جدد النادي عقده في مايو 2017 لموسم آخر.

## ألقاب
مع الزمالك 
- كأس مصر (2) : 2013، 2014